# Колломия
Колломия (лат. Collomia, от др.-греч. κόλλα — клей, из-за ослизняющихся в воде семян) — род растений семейства Синюховые (Polemoniaceae), распространённый в Северной Америке.

## Ботаническое описание

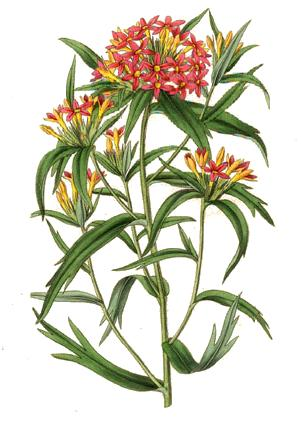
. Ботаническая иллюстрация из журнала «Curtis's Botanical Magazine», 1836, vol. 63

Однолетние травянистые растения. Листья очередные, цельнокрайние, реже перисто надрезанные.
Цветки собраны в конечные щитковидно-головчатые соцветия, окруженные листовидными прицветниками, реже одиночные, пазушные. Чашечка обратноконическая или трубчато-колокольчатая, неопадающая. Венчик трубчато-воронковидный или блюдцевидный, в 2—4 раза длиннее чашечки. Тычинки приросшие к трубке. Завязь яйцевидная, овальная или продолговатая, с 3 гнёздами, содержащими одну, реже 2—5 семяпочек. Плод — обратнояйцевидная, обратноконическая, реже овальная или почти шаровидная коробочка. Семена бескрылые.

## Таксономия
Род включает 15 видов:
- Collomia biflora (Ruiz & Pav.) Brand
- Collomia debilis (S.Watson) Greene
- Collomia diversifolia Greene
- Collomia grandiflora Douglas — Колломия крупноцветковая
- Collomia heterophylla Hook.
- Collomia larsenii (A.Gray) Payson
- Collomia linearis Nutt. typus[1] — Колломия линейная
- Collomia macrocalyx Leiberg ex Brand
- Collomia mazama Coville
- Collomia rawsoniana Greene
- Collomia renacta Joyal
- Collomia tenella A.Gray
- Collomia tinctoria Kellogg
- Collomia tracyi R.Mason
- Collomia wilkenii L.A.Johnson & R.L.Johnson